# Llanuras Interiores
Las Llanuras Interiores (en inglés: Interior Plains) es una vasta región fisiográfica que se extiende a través del cratón de Laurentia en el centro de América del Norte, extendiéndose a lo largo del flanco este de las Montañas Rocosas desde la región de la Costa del Golfo hasta el Mar de Beaufort en el océano Ártico. En Canadá, abarca las Praderas canadienses que separan las Montañas Rocosas Canadienses del Escudo Canadiense, así como las Llanuras boreales y las Llanuras de Taiga al este de las Montañas Mackenzie y Richardson; mientras que en los Estados Unidos, incluye las Grandes Llanuras del Oeste/Medio Oeste y la región de praderas de pastos altos al sur de los Grandes Lagos que se extienden al este hasta la región de la Meseta de los Apalaches.

## Historia geológica
Una serie de colisiones de placas tectónicas en la corteza que formaba el centro del continente norteamericano sentaron las bases para las llanuras interiores de la actualidad. La formación de montañas y la erosión alrededor de las llanuras, así como las inundaciones de los mares interiores, proporcionaron sedimentos que forman los estratos rocosos de las llanuras interiores.

### Eón proterozoico
Hace entre 2000 y 1800 millones de años, los cratones Hearne-Rae, Superior y Wyoming se unieron para formar el cratón norteamericano, Laurentia, en un evento llamado orogenia transhudsoniana (THO por sus siglas en inglés). Este evento fue como la placa índica chocando con la placa euroasiática, que formó el Himalaya. Después de las colisiones iniciales durante el THO, la actividad tectónica en los bordes de los cuatro cratones principales provocó la formación de montañas. El interior de Laurentia se mantuvo relativamente plano y se convirtió en una cuenca de sedimentos erosionados de las montañas al comienzo del período de tiempo actual, el eón Fanerozoico. Los únicos afloramientos restantes de esta orogenia en las llanuras interiores se encuentran en las Colinas Negras de Dakota del Sur. Los sedimentos que formaron las Colinas Negras fueron granito y diferentes tipos de rocas ígneas, que forman el basamento del lecho rocoso en el centro de América del Norte. Sin embargo, gran parte del sedimento de las Colinas Negras se ha metamorfoseado y deformado, por lo que no está claro cuáles eran las condiciones en el momento de su formación.

### Era Paleozoica
Este período tiene una gran importancia en la historia de la Tierra, ya que vio la explosión del Cámbrico y la extinción del Pérmico. Cuando el nivel global del mar subió y los continentes se sumergieron parcialmente, los océanos tuvieron una explosión de vida compleja, que fue la primera vez que ocurrió un evento como este en la Tierra. Sin embargo, el centro de Laurentia permaneció sobre el nivel del mar y, a medida que el continente se movía hacia el este hacia otros supercontinentes como Gondwana, las Montañas Apalaches comenzaron a formarse alrededor de 400 MYA. Esto coincidió con la formación de Pangea alrededor de 300 MYA, cuando los Apalaches estaban en su punto máximo. Las llanuras centrales de Laurentia fueron sujetas a la deposición de sedimentos erosionados de estas montañas. Los sedimentos más antiguos de este período son rocas ígneas félsicas y granito que desde entonces se han metamorfoseado, mientras que los sedimentos más jóvenes están formados por arenisca, pizarra, piedra caliza y carbón. Los sedimentos depositados en las llanuras interiores de esta época están actualmente enterrados muy por debajo de la superficie, donde son difíciles de estudiar.

### Era Mesozoica
Alrededor de 220 MYA, el supercontinente Pangea se separó y el continente norteamericano comenzó a moverse hacia el oeste y aislarse. Durante gran parte de este período, las llanuras interiores estuvieron cubiertas por mares interiores. Durante el período Jurásico, el Mar de Sundance se formó a lo largo de la costa occidental del continente norteamericano y se extendió desde el norte de Canadá hasta las llanuras interiores, cubriendo partes de Wyoming, Montana, Dakota del Norte y Dakota del Sur. Las capas de coquina y arenisca de la deposición marina se depositaron encima de las capas de roca de la Era Paleozoica. Durante el período Cretácico, se formó otro mar interior llamado vía marítima interior occidental. Este cuerpo de agua se extendía desde la actual Alaska hasta el Golfo de México y cubría casi todas las llanuras interiores al oeste del límite actual del río Misisipi. Los pareados de piedra caliza y esquisto, así como las capas de carbonato, se encuentran comúnmente en los depósitos sedimentarios de este mar interior. Hacia el final de este período, los mares interiores comenzaron a drenarse debido al levantamiento de la formación de las Montañas Rocosas.

### Era Cenozoica
La orogenia Laramide fue cuando se formó la Cordillera occidental debido a la subducción de la placa de Farallón bajo la placa norteamericana. Esto creó el rango frontal de las Montañas Rocosas desde Montana hasta Nuevo México. Los afloramientos que se ven en la superficie de las Montañas Rocosas están formados por arenisca, granito y piedra caliza; así como rocas metamórficas levantadas del Período Proterozoico. Las llanuras interiores se han mantenido relativamente planas durante este período y la sedimentación reciente se debe a la erosión de las Montañas Rocosas recién formadas, así como a la erosión continua de los Apalaches. En general, el sedimento de las Montañas Rocosas se deposita en las llanuras al oeste del río Misisipi y el sedimento de los Apalaches se deposita al este del río Misisipi.